# Ing-yeo gongju
Ing-yeo gongju (hangeul: 잉여공주, lett. La principessa in eccedenza; titolo internazionale The Idle Mermaid, conosciuta anche come Surplus Princess) è una serie televisiva sudcoreana trasmessa su tvN dal 7 agosto al 9 ottobre 2014. Basata sul racconto La sirenetta di Hans Christian Andersen, il 26 settembre 2014 è stato annunciato che gli episodi, da 14, sarebbero stati ridotti a 10.

## Trama
Aileen è una principessa sirena infantile e con la testa tra le nuvole, innamorata dello chef umano Kwon Shi-kyung. Un giorno, mentre gira un programma di cucina vicino al fiume Han, Shi-kyung batte la testa e cade in acqua, e Aileen gli impedisce di annegare baciandolo sott'acqua. A tirare fuori Shi-kyung dal fiume è, però, Yoon Jin-ah, una sua collega presso la JH Food che è innamorata di lui. La sirena rimane in possesso del cellulare di Shi-kyung e, per poterlo incontrare di nuovo e ridarglielo, ruba all'ex tritone Ahn Ma-nyeo una pozione magica che la trasforma in una ragazza, scoprendo solo poi che, se non riuscirà a trovare il vero amore in cento giorni, morirà trasformandosi in bolle. Con l'aiuto di Ahn Ma-nyeo, Aileen assume l'identità di Kim Ha-ni e inizia a vivere in una pensione che ospita giovani disoccupati alla ricerca di un lavoro. Con il sostegno dei suoi nuovi amici, tra cui c'è anche Lee Hyun-myung, l'ex fidanzato di Yoon Jin-ah, Aileen cerca di farsi assumere alla JH Food e conquistare Shi-kyung. Alla fine, però, scopre che il suo vero amore è Hyun-myung e, pur scomparendo alla fine dei cento giorni, la ragazza torna in vita un anno dopo.

## Personaggi
- Aileen/Kim Ha-ni, interpretata da Jo Bo-ah.
È l'infantile diciottesima principessa sirena di un regno nel mare. Ama il mondo umano, e ascolta musica e guarda drama con il suo smartphone impermeabile. È innamorata di Shi-kyung e, quando le capita l'occasione di diventare umana e incontrarlo, la coglie al volo. Per vivere tra gli umani assume l'identità di Kim Ha-ni e si finge la nipote di Ahn Ma-nyeo, laureata in Economia Aziendale in provincia. All'inizio non fa che litigare con Hyun-myung, ma poi se ne innamora.
- Lee Hyun-myung, interpretato da On Joo-wan.
È un umano che vive alla pensione e che non riesce a trovare un lavoro a causa della sua laurea in arte. È fidanzato con Jin-ah e, quando lei lo lascia, inizialmente non riesce a superare la rottura.
- Kwon Shi-kyung, interpretato da Song Jae-rim.
Uno chef che lavora per la JH Food, è considerato arrogante e freddo perché raramente saluta le persone che incontra: in realtà, questo è dovuto al fatto che soffre di prosopagnosia e non riesce a distinguere i volti. Porta, quindi, sempre con sé una penna con registratore sulla quale registra le voci. Suo padre è un diplomatico.
- Yoon Jin-ah, interpretata da Park Ji-soo.
La fidanzata di Hyun-myung, lascia lui e la casa per disoccupati quando trova un lavoro alla JH Food e s'innamora di Kwon Shi-kyung. Per poterlo conquistare, si trasferisce anche nel suo stesso palazzo.
- Ahn Hye-young, interpretata da Kim Seul-gi.
Vive alla pensione e sogna di diventare un'attrice di musical. In attesa, ha un suo webcast in cui mangia grandi quantità di cibo, ogni volta con un cosplay diverso. È innamorata di Lee Sun-kyu e diventa la confidente di Ha-ni quando scopre il suo segreto.
- Do Ji-yong, interpretato da Kim Min-kyo.
Vive alla pensione e ha studiato legge, però non ha ancora trovato un lavoro, pur avendo già 34 anni. Gioca tutti i giorni ai videogiochi e si prende una cotta per Ha-ni.
- Park Dae-bak "Big", interpretato da Nam Joo-hyuk.
Vive alla pensione e si fa chiamare Big perché il suo nome, Dae-bak ("fantastico", "grandioso"), lo mette a disagio. È un mago dei computer e ormai non ha più contatti con i genitori. All'inizio gli piace una ragazza di nome Suzy, ma poi s'innamora di Hye-young, che tuttavia lo vede come un fratellino.
- Lee Sun-kyu, interpretato da Lee Sun-kyu.
Il proprietario della pensione, è amico di Ma-nyeo da quando erano coinquilini molto tempo prima. In internet, è considerato una leggenda tra coloro che cercano lavoro perché ha la reputazione di essere infallibile nel superare i concorsi e i colloqui. È segretamente un fan delle Crayon Pop.
- Hong Myung-hee, interpretata da Jin Hee-kyung.
La presidentessa della JH Food, s'innamora di Ma-nyeo.
- Kim Woo-sun, interpretata da Kim Jae-hwa.
Manager supervisore di Jin-ha e Dae-ri, parla spesso in francese.
- So Dae-ri, interpretata da Han So-young.
Assistente della manager Kim e collega di Jin-ah, non sa tenere i segreti.
- Ahn Ma-nyeo, interpretato da Ahn Gil-kang.
Un ex tritone e strega del mare, è riuscito a diventare umano e a sposarsi, ma ora è vedovo. Gestisce un chiosco di takoyaki per pagare gli studi della figlia all'estero. Ha un carattere ombroso.
- Han Gook-ja, interpretata da Kim Jin-hee.
Lavora alla JH Food come sous-chef di Shi-kyung.
- Madre di Yoon Jin-ha, interpretata da Moon Hee-kyung.
Non ha mai approvato Hyun-myung perché lo considera uno scansafatiche che non realizzerà mai niente.
- Sevelyn, interpretata da Ra Mi-ran.
È la diciassettesima principessa sirena e sorella maggiore di Aileen. Dopo aver conosciuto i liquori russi, passa tutto il giorno a ubriacarsi.
- Sixreno, interpretato da Jung Chan-woo.
È il fratello maggiore di Ai-leen.

## Ascolti
| Episodio | Titolo                                                                              | Data di trasmissione | Dati AGB |
| -------- | ----------------------------------------------------------------------------------- | -------------------- | -------- |
| 1        | 개천에서 인어난다 (La sirena dai flutti)                                            | 7 agosto 2014        | 0,84%    |
| 2        | 원수는 한강다리 밑에서 만난다 (Incontra il tuo nemico sotto il ponte del fiume Han) | 14 agosto 2014       | 0,97%    |
| 3        | 아닌 밤중에 진정한 사랑 (Vero amore in una notte a caso)                            | 21 agosto 2014       | 0,60%    |
| 4        | 잉여도 밟으면 꿈틀한다 (Non calpestare i sogni di una sirena)                       | 28 agosto 2014       | 0,98%    |
| 5        | 공든 자소설 무너지랴 (Il duro lavoro non è mai sprecato)                            | 4 settembre 2014     | 0,743%   |
| 6        | 하늘이 무너져도 솟아날 구멍은 없다 (È la fine del mondo)                            | 11 settembre 2014    | 0,602%   |
| 7        | 아니 땐 심장이 두근대랴 (Il cuore batte per un motivo)                              | 18 settembre 2014    | 0,537%   |
| 8        | 실패는 잉여의 어머니 (Il fallimento è la madre del sovrappiù)                       | 25 settembre 2014    | -        |
| 9        | 오르지 못할 나무 쳐다볼 순 있다 (Puoi almeno puntare alle stelle)                   | 2 ottobre 2014       | -        |
| 10       | 물거품 무서워 사랑 못하랴! (Pensi che non possa amare perché ho paura delle bolle?) | 9 ottobre 2014       | 0,59%    |

## Colonna sonora
La serie usa come colonna sonora brani già pubblicati o provenienti dalle colonne sonore di altri drama. L'unica canzone a essere pubblicata come colonna sonora di Ing-yeo gongju è stata The Last Conversation (그 사람과의 마지막 대화) di Ever-New l'8 ottobre 2014.

## Distribuzioni internazionali
| Paese     | Canale/i    | Prima TV                | Titolo adottato |
| --------- | ----------- | ----------------------- | --------------- |
| Filippine | GMA Network | 4 maggio-12 giugno 2015 | The Mermaid     |